# Parc de La Maquinista de Sant Andreu
El parc de La Maquinista de Sant Andreu es troba al barri del Bon Pastor de Barcelona.

## Història
Va ser dissenyat per l'equip d'arquitectes L-35 (Juan Fernando de Mendoza i José Ignacio Galán) i inaugurat l'any 2000. Està situat en els antics terrenys de La Maquinista Terrestre i Marítima, una empresa de construcció de màquines ferroviàries fundada el 1855 a la Barceloneta, i que el 1920 es va traslladar a Sant Andreu de Palomar. El 1993, es va traslladar de nou a Santa Perpètua de Mogoda. Llavors els terrenys van passar a titularitat pública, essent-ne una part destinats al parc i una altra a la construcció d'habitatges i d'un gran centre comercial.

## Descripció

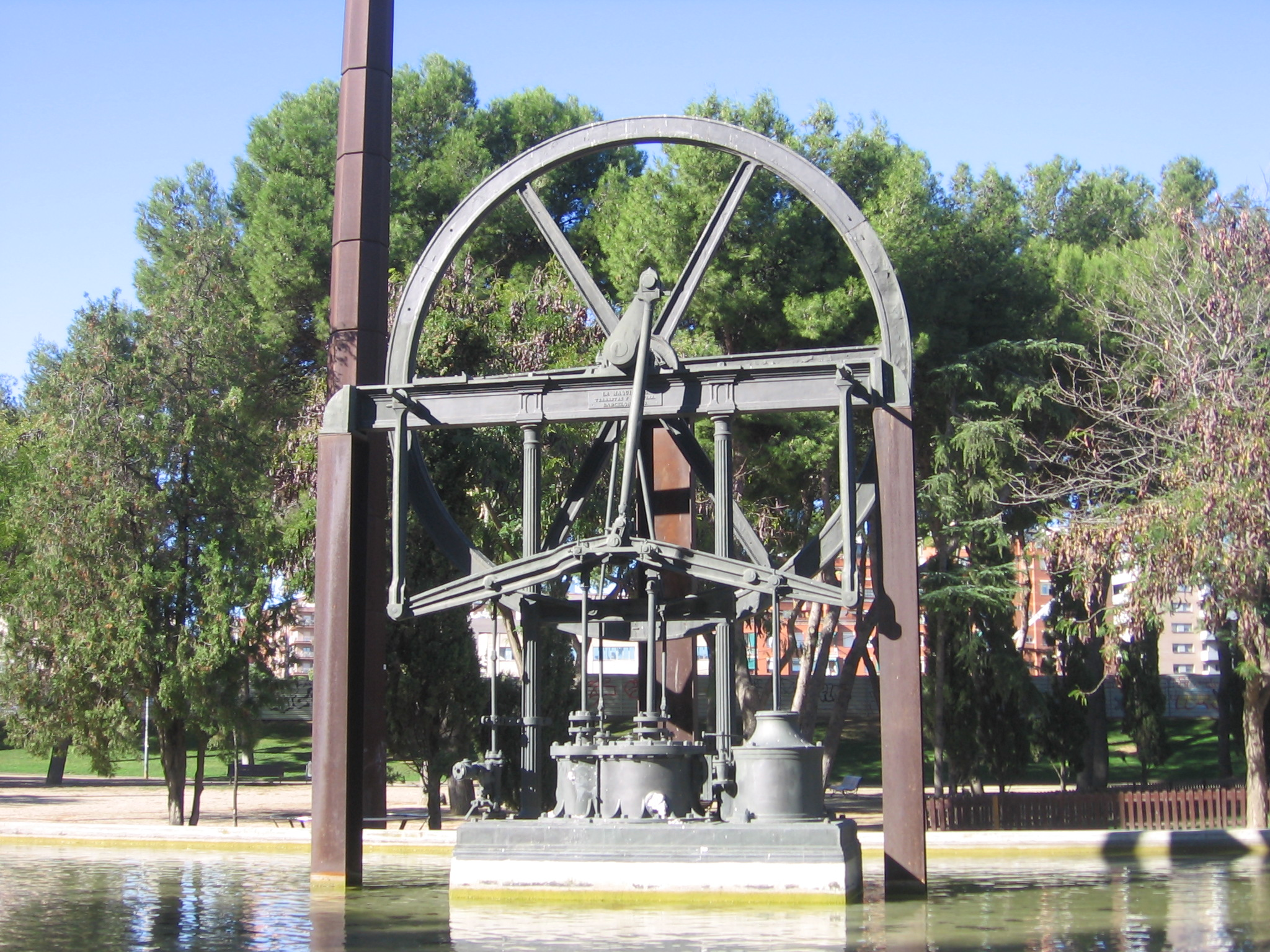
Roda de la fàbrica situada al llac.

El parc està obert a les vies adjacents, i constitueix un gran espai amb zones verdes i diferents àmbits d'esbarjo i de serveis, com a àrea per a gossos, zona de jocs infantils i taules de ping-pong. Al centre es troba un llac amb forma de grill de taronja, anomenat Estany Narcís Monturiol, que és l'element més destacat, i a l'extrem es conserva un edifici de ferro amb forma de vaixell, obra de Juan Fernando de Mendoza, que acollia el Museu Macosa MTM, el qual contenia documentació, plànols, fotografies, maquetes i objectes històrics de l'empresa. Així mateix, de l'aigua del llac sobresurt una gran roda de la maquinària de la fàbrica, col·locada com si fos una escultura. Es tratar de la roda de transmissió de la primera màquina de vapor que la fàbrica havia utilitzat en el seu primer emplaçament en la Barceloneta, i que es va portar a Sant Andreu el 1963 com a element decoratiu.

### Vegetació
Entre les espècies presents al parc es troben: l'alzina (Quercus ilex), l'olivera (Olea europaea), el roure (Quercus pubescens), el xiprer (Cupressus sempervirens), l'àlber (Populus alba), la tipuana (Tipuana tipu), el pi blanc (Pinus halepensis), el plàtan (Platanus x hispanica), la mandioca (Yucca elephantipes), el margalló (Chamaerops humilis), l'acàcia de tres punxes (Gleditsia triacanthos) i el desmai (Salix babylonica).

### Aus
Les aus nidificants són: el ballester (Apus melba), la cadernera (Carduelis carduelis), el colom roquer (Columba livia), la cotorra de Kramer (Psittacula krameri) i la cotorreta pitgrisa (Myiopsitta monachus), l'estornell comú (Sturnus vulgaris), el falciot negre (Apus apus), el gafarró (Serinus serinus), la garsa (Pica pica), el gavià argentat (Larus michahellis), la mallerenga carbonera (Parus major), el martinet blanc (Egretta garzetta), la merla (Turdus merula), l'oreneta (Hirundo rustica), el pardal comú (Passer domesticus), el pardal xarrec (Passer montanus), el pit-roig (Erithacus rubecula), el tallarol capnegre (Sylvia melanocephala), la tórtora turca (Streptopelia decaocto), el tudó (Columba palumbus), el verdum (Chloris chloris) i el xoriguer comú (Falco tinnunculus).